# Битка при Правец
Битката при Правец е успешна операция на Западния Руски отряд за отхвърляне на Орханийската османска армия от Орханийското поле. Провежда се по време на Руско-турската война (1877-1878).

## Оперативна обстановка

### Подготовка на турските войски
В края на октомври 1877 г. руските части обкръжават армията на Осман паша в Плевен. За да спасят тази боеспособна армия, а също така и за да задържат в свои ръце старопланинските проходи при Арабаконак, турците започват подготвянето на настъпателна операция. В София и Орхание започва сформирането на нова армия, която до края на ноември достига 88 табора с 88 оръдия с общ състав от 52 150 офицери и войници. Липсват обаче офицери, а таборите не са обединени в по-големи военни единици. Освен това повече от войници са от Триполи, Египет и други южни части на империята, които не са привикнали към суровия климат в Стара планина. По-голяма част от състава са муктафхъз и редиф, а само 2 табора са низам. Затова военната подготовка на тези части не е на висотата на руските полкове.
Първоначално за организирането на армията се грижи Шефкет паша, а от 21 октомври командването е прехвърлено на Мехмед Али паша, който е подчинен на главнокомандващия Сюлейман паша.

#### План за атака
Според турските военни планове Орханийската армия от 25 470 офицери и войници с командир Мехмед Али паша трябва да изнесе тежестта по освобождаването на армията на Осман паша в Плевен. Затова в началото на ноември се движи по направлението София – Орхание, но е изпреварена от руското настъпление. Числеността на армията на Мехмед Али паша не му позволява да премине в настъпление, но застрашава от югозапад тила на Руската групировка при Плевен. Орханийската армия заема позиция по линията село Правец – Етрополе, Врачешки превал – Арабаконашки проход, селата Новачене – Литаково с фронт на север-североизток. Предната линия е съставена от 4 табора в Етрополе, 6 табора в село Правец и 6 табора в района на селата Новачене-Скравена. Като резерв на тази линия са разположени други 13 – 14 табора в укрепленията при селата Литаково и Врачеш и в Златишкия балкан. На трета линия остават 7 табора при силно укрепената позиция на Арабаконашкия проход.

### Подготовка на руските войски
Руското командване разкрива създаването на новата турска армия при София и Орхание. С цел нейното разгромяване организира Западен Руски отряд от 50 000 офицери и войници и 174 оръдия с командир генерал-лейтенант Йосиф Гурко. Заповедта е да отхвърли противника от Орханийското поле и да заеме изгодни позиции при Етрополе и Арабаконак за зимно преминаване на Стара планина след овладяването на Плевен. За изпълнението на задачата са създадени:
- Преден отряд с командир генерал-майор Виктор Дандевил от 14 пехотни батальона, 27 ескадрона, 32 полеви и 24 конни оръдия:
  - Лейб-гвардейски Московски полк от 4 батальона
  - Лейб-гвардейски Гренадириски полк от 4 батальона
  - 11-и Псковски пехотен полк от 3 батальона
  - 12-и Великолуцки пехотен полк от 3 батальона
  - 4-та батарея от 2-ра Лейб-гвардейска артилерийска бригада с 8 оръдия
  - Девет фунтова батарея с 12 полеви оръдия
  - Четири фунтова батарея с 12 полеви оръдия
  - Кавказска казашка бригада от 12 ескадрона с 6 конни оръдия
  - Сборна драгунска бригада от 8 ескадрона с 6 конни оръдия
  - Сборна донска казашка бригада от 6 ескадрона с 6 конни оръдия
  - 19-а Донска казашка батарея с 6 конни оръдия

- Десен летящ отряд с командир генерал-майор Николай Леонов от 16 ескадрона и 14 конни оръдия:
  - Лейб-гвардейски Конно-гренадирски полк от 4 ескадрона
  - Лейб-гвардейски Драгунски полк от 4 ескадрона
  - Лейб-гвардейски Гродненски хусарски полк от 4 ескадрона
  - Лейб-гвардейски Улански полк от 4 ескадрона
  - 2-ра, 3-та и 6-а батарея на Гвардейска конна артилерийска бригада с 14 конни оръдия

- Главни сили с командир генерал-лейтенант Павел Шувалов от 29 батальона, 8 ескадрона, 88 полеви и 16 конни оръдия:
  - Лейб-гвардейски Преображенски полк от 4 батальона
  - Лейб-гвардейски Семьоновски полк от 4 батальона
  - Лейб-гвардейски Измайловски полк ог4 батальона
  - Лейб-гвардейски Егерски полк от 4 батальона
  - 1-ва лейб-гвардейска артилериска бригада с 24 полеви оръдия
  - 2-ра лейб-гвардейска артилериска бригада с 24 полеви оръдия
  - Лейб-гвардейски Павловски полк от 4 батальона
  - Лейб-гвардеейски Финландски полк от 4 батальона
  - Лейбгвардейска стрелкова бригада от4 батальона:
  - 1-ви лейбгвардейски стрелкови батальон
  - 2-ри лейбгвардейски стрелкови батальон
  - 3-ти финландски стрелкови батальон
  - 4-ти лейбгвардейски стрелкови батальон
  - 2-ра лейб-гвардейска артилериска бригада с 40 полеви оръдия
  - Сапьорен батальон
  - Лейб-гвардейски Хусарски полк от 4 ескадрона
  - Лейб-гвардейски Улански полк от 4 ескадрона
  - 5-а и 6-а батарея на Гвардейска конна артилерийска бригада с 10 конни оръдия
  - 1-ва конно-планниска батарея с 6 конни оръдия

#### План за атака
Руския план предвижда:
Десният летящ отряд с командир генерал-майор Николай Леонов да демонстрира срещу левия фланг на турските позиции при селата Радотина-Литаково-Новачене-Скравена с цел да подпомогне главния удар.
Главните сили на генерал-лейтенант Павел Шувалов да нанесат основният удар по позициите при село Правец.
Предният отряд с командир генерал-майор Виктор Дандевил да атакува Етрополе.

## Бойни действия

### Битка при Новачене
При подготовката на боя при село Правец на Десния летящ отряд е възложено да проведе демонстративно нападение срещу левия фланг на Орханийската османска армия по линията на селата Радотина – Литаково – Скравена – Новачене и така да се предотврати неговото участие в главните действия.
Сутринта на 8 ноември основните сили на отряда с командир генерал-майор Николай Леонов излизат от Враца и преминават река Искър при село Дърманци. Разделят са на две колони. Дясна колона от 3 ескадрона и 4 оръдия с командир генерал-майор Владимир Клот на 9 ноември, изтласква противника от село Радотина и обстрелва противниковата позиция при село Литаково. Лявата колона от 1,5 ескадрона и 2 оръдия с командир полковник Лихтански се насочва към село Новачене. След като планинската мъгла се вдига, вижда османското укрепление и открива пушечен и артилерийски огън. Изправен пред числено превъзхождащ го противник, полковник Лихтански отстъпва към дефилето. Заплашен в тила от черкезката, получава помощ от дясната колона. Завързва се ожесточен бой, в който противникът включва всичките си резерви.
На 10 ноември, постигнал целта си, Десният летящ отряд се изтегля към село Дърманци. С него тръгват и бежанци – българските семейства от село Новачене, които впоследствие стават жертва на черкезка конница в дефилето по пътя към Враца. При отстъплението полковник Лихтански губи и двете си оръдия, защитавани до последно от драгуните, съсечени при лафетите.
В този бой руският отряд губи: две оръдия, убити 3 офицери - прапорщиците Данилевски, Велински и Назимов и 53 нисши чина; ранени са 7 офицери и 24 нисши чина. Въпреки големите загуби отрядът изпълнява поставената му задача като ангажира турските части при селата Литаково, Новачене и Скравена.

### Битка при Правец
Овладяването на село Правец е възложено на Главните сили на Западния Руски отряд с командир генерал-лейтенант Павел Шувалов. Организирани са в три колони: първа с командир генерал-майор Николай Елис атакува фронтално, втора с командир генерал-майор Отон Раух атакува флангово и общ резерв.
Втората колона, нанасяща главния удар, излиза от село Ябланица на 9 ноември. Преминава река Малки Искър и на следващия ден излиза във фланг на Правешките османски укрепления. Първата колона излиза от село Осиковица на 10 ноември. Води престрелка при Осиковския хан и след преследване на оттеглящия се противник, обстрелва укрепленията при село Правец.
Призори на 11 ноември, втората колона изтласква османските части от първата височина до пътя за София. Около 14:00 часа атакува последователно втората и третата височина. Ударът е подпомогнат от първата колона, която усилва огъня срещу османските позиции. Лейбгвардейският Московски Пехотен полк атакува левия османски фланг, подкрепен е от обща атака на всички руски части. Изправен пред реалната опасност от обкръжение, противникът се деморализира, масово изоставя позициите и се разбягва в направление на Орхание.
Русите части губят в боя едва 8 убити и 27 ранени.

### Освобождение на Етрополе
Успехът при село Правец създава условия за развитие на настъплението и завземане на Етрополе.

### Овладяване на Врачешкия превал
Успехът при Етрополе, създава условия за заемане на изгодна позиция с оглед предстоящото преминаване на Стара планина от частите на Западния Руски отряд. Генерал-майор Виктор Дандевил получава заповед незабавно да заеме Врачешкия превал с част от силите на Предния отряд.
На 15 ноември руските части и българи-доброволци от четата на Георги Суранджиев излизат от Етрополе. На следващия 16 ноември отрядът разделен на две колони се насочва към връх Шиндарник, където на десния турски фланг е изграден редута Ялдъз табия, с доминиращо положение и ключ на Арабаконашката османска позиция. Вляво от него и до пътя за София следват още пет редута. Към 14:30 часа първата колона води ожесточен бой на 2 км от превала. Двете страни включват всичките си резерви и борбата прераства в ръкопашен бой. Към 16:00 часа с подкрепата на два новопристигнали батальона, руските сили се закрепват на превала.
В боя на 15 ноември 12-и Великолуцки пехотен полк губи: убити 1 офицер и 44 нисши чина и ранени – 1 офицер и 11 нисши чина.
На 17 ноември втората колона начело с полковник Сергей Зубатов достига на 1,5 км от редута Ялдъз табия. След атака, последвана от османска контраатака и ръкопашен бой, руските части успяват да се задържат на превала.
Единадесети Псковски пехотен полк губи убити 42 нисши чина и ранени – 2 офицери и 88 нисши чина. Лейбгвардейския Измайловски полк губи: убити 4 нисши чина и ранени 30 нисши чина. В следващите дни изграждат позиция срещу противниковата Арабаконашка позиция.

## Резултати
Руските успехи в Орханийското поле водят до отхвърляне на Орханийската османска армия на юг в проходите на Стара планина. Руският Западен отряд заема изгодни позиции за преминаване на Стара планина.

## Любопитни факти
При отстъплението си от село Новачене драгуните са преследвани от числено превъзхождащи ги черкези. Отстъплението им е забавено допълнително от българите, бягащи заедно с тях по тесния път. Врагът ги настига и се завързва бой за двете руски оръдия. Защитниците на оръдията прапорщиците Михаил Викторович Данилевский, Николай Владимирович Велинский и Дмитрий Павлович Назимов, заедно с войниците, са обкръжени и убити. За да могат да вземат труповете на своите офицери, подчинените им са принудени да хвърлят двете оръдия в пропастта. Телата им са донесени във Враца и тържествено погребани в женското отделение на църквата „Свето Възнесение Господне“. С времето мястото на погребението е забравено.
През 1927 г. е предприет ремонт на църквата и е разкрита гробницата на офицерите. Под 50 – 60 см. пръст е достигнато до тавана на гробницата, построен от обикновени плочи, замазани с варов разтвор. Под плочите са открити 3 отделения с обща дължина 2 м и ширина 2,50 м. Два от саркофазите съдържат костите на прапорщиците Михаил Данилевский и Николай Велинский, като лицевите им кости са на прах. Вътре са открити малки иконки и металически венчета. Над гроба на прапорщик Михаил Данилевский е поставена иконка на Свети свети Архангели Михаил и Гаврил, а над този на прапорщик Николай Велинский – иконка на Свети Николай. Третият саркофаг, съдържащ костите на прапорщик Дмитрий Назимов е празен. Оказва се, че няколко години след Освобождението на България тук идва неговата майка, която прибира костите и го погребва в семейната дворянска гробница на Новгородска земя. При идването си съобщава, че от четиримата ѝ сина са участвали във войната с Турция и не се е завърнал нито един. За нея се оказва голямо щастие да прибере останките на поне един от синовете си, тъй като за останалите не знаела нито къде са загинали, нито къде са погребани. Изразява желание да посети мястото на сражението при село Новачене, но не успява.
По същото време от Русия е изпратена чугунена плоча с надпис на руски с печатни букви: „Здесь погребань прапорщики Лейб-гварди Драгунского Полка Михаиль Виктороьхь Данилевски и Николай Владимировичь Велински убитье Турками в войне за Освобождене Болгари, в 1877 году 10 ноявря, при селени Новачене“. За гробът е изпратен и един фино изработен чугунен кръст с ангел с размери 1.50 х 0.85 метра.
Роднините на загиналите даряват на църквата красиви свещенически одежди, Евангелие със сребърен обков и три покрова от плътна материя със златни и сребърни нишки. Най-ценният църковен подарък е икона на Дева Мария с Младенеца, изработена от злато и емайл, покрита обилно със скъпоценни камъни.
Днес, след приключването на ремонтите в църквата, оцелелите кости са събрани, измити и поставени в две цинкови кутии. До самата северозападна стена на черквата е направена малка ниша за кутиите, а отгоре е поставена бетонна плоча.

## Галерия
- генерал-лейтенант Павел Шувалов
- генерал-майор Виктор Дандевил
- генерал-майор Николай Леонов
- генерал-майор Владимир Клот
- генерал-майор Отон Раух
- прапорщик Михаил Данилевский от Лейбгвардейски драгунски полк, убит при село Новачене
- прапорщик Дмитрий Назимов от Лейбгвардейски драгунски полк, убит при село Новачене
- прапорщик Николай Велинский от Лейбгвардейски драгунски полк, убит при село Новачене